# كيت دوغاتي
كيت دوغاتي (بالإنجليزية: Kate Doughty)‏ هي عالمة نفس أسترالية، ولدت في 13 أغسطس 1983.